# Laura Moise
Laura Manuela Moise-Moricz (ur. 11 października 1976) – rumuńska judoczka. Olimpijka z Sydney 2000, gdzie odpadła w eliminacjach w wadze ekstralekkiej.
Uczestniczka mistrzostw świata w 1995, 1997 i 1999. Startowała w Pucharze Świata w latach 1993 i 1995-2002. Zdobyła sześć medali na mistrzostwach Europy w latach 1996-2002. Wygrała igrzyska frankofońskie w 2001. Trzecia na akademickich MŚ w 1998 roku.

## Letnie Igrzyska Olimpijskie 2000
| Konkurencja | Eliminacje           | Eliminacje             | Klas. końcowa |
| Konkurencja | Przeciwnik I         | Przeciwnik II          | Miejsce       |
| ----------- | -------------------- | ---------------------- | ------------- |
| 48 kg       | Park Sung-ja (KOR) Z | Amarilis Savón (CUB) P | II runda.     |